# Kamklolöpare
Kamklolöpare (Synuchus vivalis) är en skalbaggsart som först beskrevs av Johann Karl Wilhelm Illiger 1798.  Kamklolöpare ingår i släktet Synuchus, och familjen jordlöpare. Arten är reproducerande i Sverige.